# 20cent
20cent war eine Tageszeitung im Tabloid-Format, die von der Verlagsgruppe Georg von Holtzbrinck herausgegeben wurde und in der Lausitz (Südbrandenburg und Nordostsachsen) sowie im Saarland erschien. Die Erstausgabe der 20cent erschien am 11. Mai 2004, die der 20cent saar am 31. März 2005. 20cent hatte immer 32 Seiten und war vierfarbig gedruckt. Sie war die erste Tageszeitung im Tabloid-Format in Deutschland. 20cent war ein Ableger der Lausitzer Rundschau, der in der Lausitzer VerlagsService GmbH (LVS) erschien. In der LVS erscheint weiterhin die Gratis-Wochenzeitschrift LR-Woche, außerdem betreibt sie das Internetportal www.lr-online.de. 20cent saar gehörte zur Saarbrücker Zeitung (beide Verlagsgruppe Georg von Holtzbrinck) und wurde von der SZ-Tochter Saarbrücker VerlagsService GmbH herausgegeben, unter deren Dach bis 2009 das Lifestyle-Magazin POTATO erschien und nach wie vor die Internet-Plattform SOL.DE produziert wird. Chefredakteure von 20cent waren Andreas Oppermann und Dieter Schulz. Chefredakteur von 20cent saar war Peter Stefan Herbst.
Mit dem Einzelverkaufspreis von 0,20 € zielte die Zeitung vor allem auf junge Leser. Der Claim von 20cent lautete: „20cent – hat jeder“. Laut IVW belief sich die Auflage von 20cent auf ca. 12.500 Exemplare. Laut SR wurde 20cent saar ca. 15.000 Mal verkauft. Von der IVW wurde 20cent saar nicht geprüft.
Die Gestaltung des Blattes wurde von Gründungschefredakteur Peter Stefan Herbst und Zeitungsdesigner Mario Garcia entwickelt. Neben einem knappen Überblick über wichtige Nachrichten aus der Region, Deutschland und der Welt wurde das Produkt vor allem durch junge Inhalte wie eine tägliche Single-Börse, Musik- und Lifestyle-Seiten geprägt.
Nach dem erstmaligen Erscheinen des Blattes im Frühjahr 2004 in der Lausitz setzte dort ein verstärkter Wettbewerb auf dem regionalen Zeitungsmarkt ein. Im Saarland versuchte der Axel Springer Verlag mit einer Saar-Ausgabe von Bild und der Welt Kompakt zu kontern, gab die Welt Kompakt-Redaktion in Saarbrücken aber Ende September 2006 wieder auf. Bild Saarland erscheint jedoch weiterhin.
Da „20cent“ die Gewinnzone nicht erreichen konnte, wurden beide Ausgaben – laut Eigentümer Holtzbrinck auch angesichts der Werbe- und Medienkrise seit Jahresende 2008 – zum 28. Februar 2009 eingestellt.